# リグレー・フィールド
リグレー・フィールド（Wrigley Field）は、アメリカ合衆国イリノイ州シカゴにある野球場。MLBシカゴ・カブスの本拠地球場である。現在の大リーグ全30球団の本拠地球場の中でボストン・レッドソックスの本拠地球場のフェンウェイ・パーク（マサチューセッツ州ボストン）に次いでMLBで2番目に古い球場でもある。2020年11月19日、当球場は、開場106年目で、国定歴史建造物に指定された。MLB本拠地球場では2012年に指定された、前述のフェンウェイ・パークに続いて2件目である。
元々はウィーグマン・パーク（Weeghman Park）として開場した。「第3のリーグ」として大リーグへの加入を求めていたフェデラル・リーグのシカゴ・ホエールズが本拠地球場にしていたが、1915年にリーグが解散してしまったため、翌1916年からカブスの本拠地となった。また、NFLシカゴ・ベアーズもかつてここを本拠地にしていた。
日本語媒体では「リグレー・フィールド」と表記されることが多いが、「リグレー」よりも「リグリー」または「ウィグリー」の方が原音に近い。

## フィールドの特徴
シカゴはミシガン湖南西部に位置し、湖から季節風が吹き付けるため「風の街」と呼ばれる。リグレー・フィールドも例外ではなく、風の影響を受けやすい。風向きによって打者有利になったり投手有利になったりする。ただ、ファウルグラウンドが狭いことなどから、基本的に打者有利の球場とされる。
特徴的なのは、左翼と右翼のポール際（ライン付近）で、このあたりには観客席がないのでそこだけ奥へ窪んだような形で、外野が特別深くなっている。左中間と右中間は、フェンスが直線的な形状をしているのであまり深くない。
他の球場にはないリグレー・フィールドの特徴として、外野フェンスにツタが生い茂っていることが挙げられる。1937年にビル・ベック考案のもと植えられたもので、時期によって茂り方や葉の色が異なり見る者を楽しませる。打球がこのツタの中に入り込み、野手が両手を挙げて申請する と、野球規則5.05(a)(7)に基づき二塁打（エンタイトル・ツーベース）になる。
外野の広さの変遷
| 年度     | 左翼 | 左中間 | 中堅 | 右中間 | 右翼 |
| -------- | ---- | ------ | ---- | ------ | ---- |
| Apr.1914 | 345  | 364    | 440  | 364    | 356  |
| May.1914 | 310  | 364    | 440  | 364    | 356  |
| Jun.1914 | 327  | 364    | 440  | 364    | 345  |
| 1915     | 327  | 364    | 440  | 364    | 321  |
| 1921     | 343  | 364    | 440  | 364    | 298  |
| 1922     | 343  | 364    | 440  | 364    | 399  |
| 1923     | 325  | 364    | 447  | 364    | 318  |
| 1925     | 348  | 364    | 447  | 364    | 318  |
| 1928     | 364  | 364    | 436  | 364    | 321  |
| 1938     | 355  | 368    | 400  | 368    | 353  |

※単位はフィート、1フィート≒30.48センチ

## 設備、アトラクション、演出
- スコアボード：1937年完成。27フィート×75フィート。他の球場のスコアボードが電光掲示板になったり手動になったりと変わるなか、この球場のスコアボードは完成以来ずっと手動である。1941年には時計がボード上部に設置された。
試合終了後、カブスが勝った場合は青い旗を、負けた場合は白い旗をボード上部に掲げていた。しかし、「白い旗は相手への完全降伏を連想させる」として、1990年代前半から勝ったときは白地に青で“W”、負けたときは同じく“L”の旗を掲げるようになった。
- 電光掲示板：球場の開場100周年を機に、2015年から設置された。前述のスコアボードが歴史的なものであり安易に改修することはできないが、ファンに対して野球場で必要なものを問いかけると、「試合のリプレーや成績・歴史を見たい」として、これまで100年にわたり設置されなかった各種選手情報や、試合の生中継、およびリプレー映像を映し出すことができる映像装置を左中間側に設置した。但し、観客にキスを強要するサービスやファンに応援を促すようなメッセージなどは歴史的観点から流さないとしている[3]。
- セブンス・イニング・ストレッチ：7回表終了と同時に注目を浴びるのが、ネット裏にある地元シカゴの放送局WGNのブースである。ここで多彩なゲストが Take Me Out to the Ball Game を歌う。元々は球界きっての名物アナウンサーのハリー・ケリーが歌っていたが、ケリーが1998年2月18日に亡くなってからはゲストを迎えるようになった。
- 2013年から5億7500万ドルをかけてブルペン移設、クラブハウス改修、観客席増設、デジタルボード設置[4][5]。

## 照明

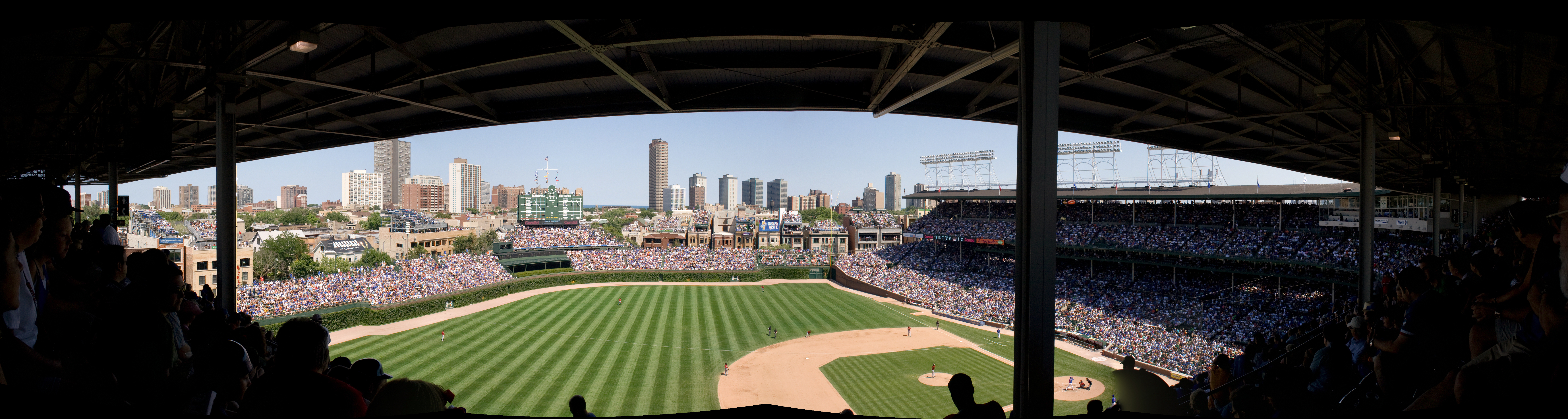
現在でも多くの試合がデーゲームで開催されている。

1914年の開場から1988年までの75年間、試合数にして6852試合 にわたり、リグレー・フィールドではナイターが開催されなかった。
1935年5月24日にクロスリー・フィールド（オハイオ州シンシナティ）で大リーグ史上初のナイターが行われて以来、リグレー・フィールドと同時期に開場した他の球場は続々と照明設備を導入していった。同じシカゴにあるコミスキー・パーク（1910年7月1日に開場）も、1939年8月14日には初のナイターを開催しているが、リグレー・フィールドにだけ、照明設備はなかった。
これは周辺の住宅への騒音を防止するためでもあったが、それ以上に大きかったのが、球団オーナー（当時）のフィリップ・K・リグレーの「野球は太陽の下でやるものだ」という言葉だった。この言葉が野球ファンの共感を得たため、照明灯は設置されてこなかった。
この「野球は太陽の下でやるものだ」という発言だが、実際は1941年に照明灯の設置工事を開始した直後に日本軍による真珠湾攻撃から太平洋戦争が勃発し、鉄を供出しなくてはならないために工事が中止になったことに対する弁明でもあった。リグレーはチューインガムメーカーのウィリアム・リグレー・ジュニア・カンパニー社長で広告コピーを作るのが上手で、この弁明さえも「野球史に残る名言」にしてしまった。
1981年に、地元紙「シカゴ・トリビューン」を発行する新聞社トリビューン・カンパニーがカブスを買収。その年のシーズン終了後に照明灯の設置を検討し始めた。「夏のシカゴは連日摂氏30度を超える暑さで、こんな環境でデーゲームばかりでは選手が疲労してしまい、優勝できない」「ナイターでないとテレビ中継の放映権料も入らず、経営が成立しない」と考えてのことだった。トリビューン社は、リグレー・フィールドに代わる新球場の建設もちらつかせた。

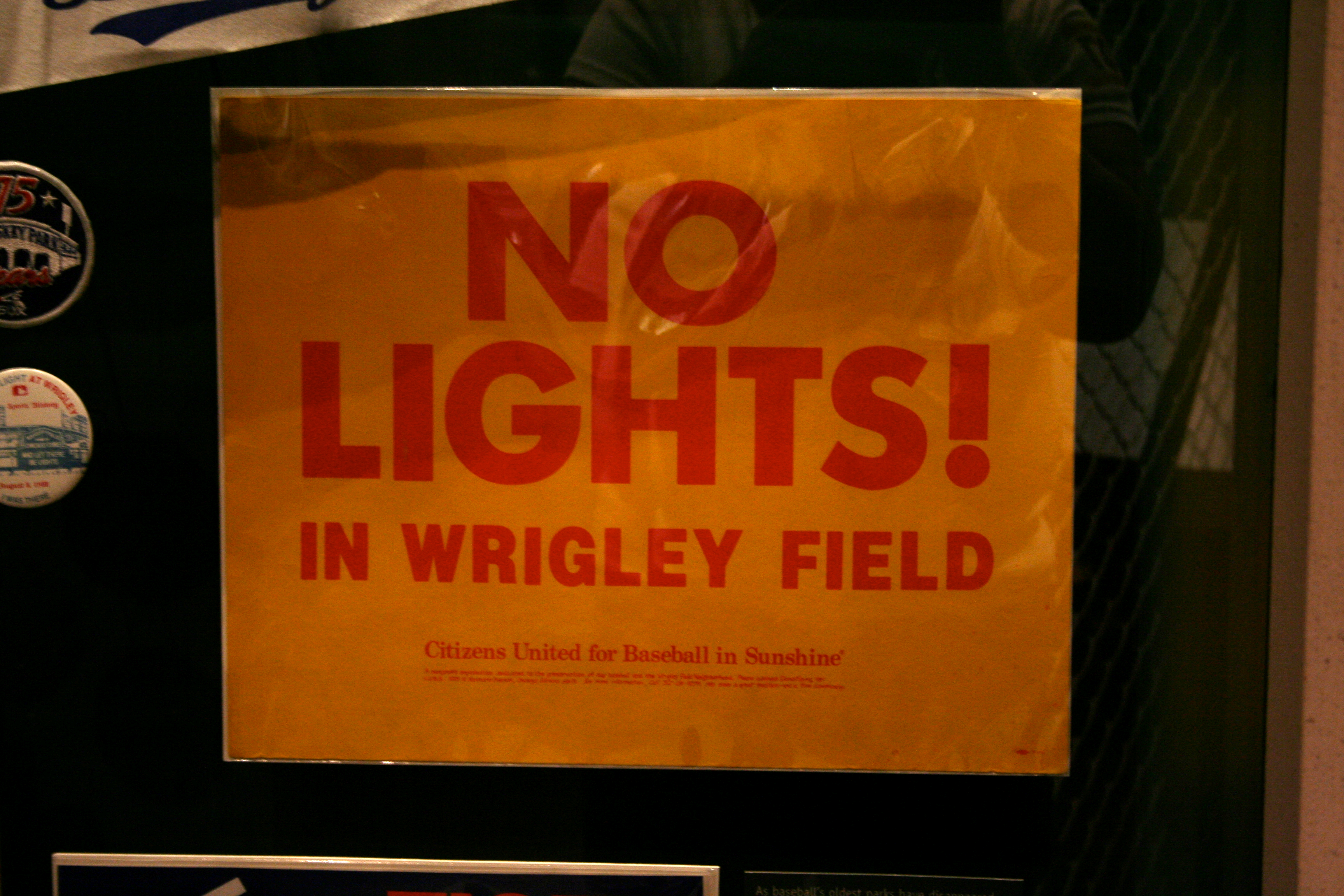
CUBS（Citizens United for Baseball in Sunshine＝太陽の下での野球を守る会）のポスター。野球殿堂所蔵

シカゴは街を二分する大騒動になった。反対派の中には、球団名にかけたCUBS（Citizens United for Baseball in Sunshine＝太陽の下での野球を守る会）という名の市民団体もあった。
当時、シカゴ市は、リグレー・フィールドが住宅街にあることから、リグレー・フィールド夜間試合禁止条例を制定していた。このためトリビューン社は1982年シーズンから、試合開始時間を午後3時に設定するという策をとった。ほとんどの試合は照明が必要ない明るい時間帯のうちに終わったが、同年8月17日のドジャース戦のように日没サスペンデッド・ゲームとなったものもあった。
1985年から、ワールドシリーズなど、ポストシーズンのすべての試合がナイター開催となった。MLBコミッショナー（当時）のピーター・ユベロスは「カブスがポストシーズンに進出した場合、全ホームゲームをリグレー・フィールド以外の球場で行う」と決定した。他球団のオーナーも、「リグレー・フィールドには照明導入が不可欠だ」と主張した。
1987年秋、シカゴ市長（当時）のハロルド・ワシントンは、夜間試合数を少なめに抑えるという妥協案を提示した。その一週間後にワシントンは死去したが、臨時市長ユージーン・ソーヤーがワシントンの計画を引き継いだ。1988年2月23日、シカゴ市議会はリグレー・フィールド夜間試合禁止条例を廃止した。
1988年8月8日のフィリーズ戦、リグレー・フィールド初のナイターがとうとう開催された。この試合に集まった報道陣の数は556人で、1985年9月11日にピート・ローズがタイ・カッブの通算安打記録を破った試合（報道陣275人）の倍以上だった。シカゴ交響楽団が国歌演奏を行い、1905年以来のカブスファンという91歳の男性が午後8時に照明スイッチを入れた。始球式は、野球殿堂入りを果たしているカブスOBのアーニー・バンクスとビリー・ウィリアムズが務めた。
カブスの先発投手リック・サットクリフが第1球を投じ、試合が開始された。しかし、試合は4回表終了時に豪雨のためノーゲームになった。翌日のメッツ戦で改めて初のナイターが行われた。
2016年のワールドシリーズで、ナショナルリーグの代表としてカブスが進出することが決まり、1945年以来71年ぶりとなるワールドシリーズ（第3・4・5戦）が、同球場で初となるナイター開催で実現した。なお、優勝決定試合はビジター・クリーブランドで行われた第7戦だった。

## ヤギの呪い

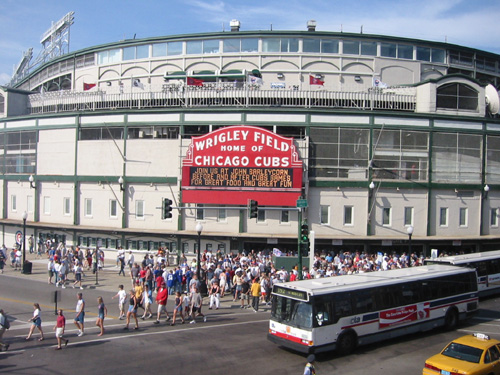
球場正面

このリグレー・フィールドは、「山羊（ヤギ）の呪い（ビリー・ゴートの呪い）」でも知られている。
きっかけはカブスがワールドシリーズ出場を果たした1945年、タイガースを相手に敵地ブリッグス・スタジアムでの3試合を2勝1敗として4戦目を迎えた10月6日のことだった。
地元シカゴのバー、「ビリー・ゴート・タバーン（Billy Goat Tavern）」のオーナーを勤めるビリー・サイアニス（William "Billy" Sianis, 1895年 - 1970年10月22日）はカブスのファンで、マーフィーという名のヤギを飼っており、いつも一緒に応援に出かけていた。ビリーはいつもマーフィーの分のチケットまで買うほどだった。ところがシリーズ4戦目のこの日、カブス関係者が今まで問題にしていなかったマーフィーの入場を拒否した。理由はマーフィーの臭いだった。これに激怒したビリーは「カブスは2度と勝てないだろう。リグレー・フィールドにヤギの入場が許されるまで、カブスは2度とワールドシリーズに勝てない」と言い放って球場を後にした。
カブスはこの試合から全て本拠地リグレー・フィールドで戦えたが、第六戦以外は敗れて3勝4敗でワールドチャンピオンを逃すと、それ以降2016年にリーグ優勝を果たすまでワールドシリーズ優勝はおろか、ワールドシリーズ出場すら果たせないでいた。1972年と1983年にはビリーの甥のサムが再び山羊を連れて球場へ観戦しに行ったのだが、ここでも入場を断られ、直後にカブスがリーグ首位から陥落した。
2003年のナショナルリーグチャンピオンシップシリーズ（マーリンズ戦）でカブスは3勝2敗で迎えた第6戦もリードし、あとアウト5つでナショナルリーグ優勝とワールドシリーズ出場が決まる場面まで来た。しかし相手選手が放ったファウルフライをカブスファンの妨害がきっかけで落球。取れたはずのアウトを1個損したカブスは、ここからマーリンズに逆転されて第6戦を落とすと、続く第7戦にも敗れ、ワールドシリーズ出場をまたも逃した。このときもこのヤギの呪いが話題となったが、この試合もリグレー・フィールドで開催されたのは皮肉な運命である。
2015年にはワイルドカードゲームからリーグチャンピオンシップシリーズまで勝ち上がるものの、ニューヨーク・メッツにスウィープされて敗退。なお、このシリーズ全試合でホームランを打ってMVPに輝いたのが、件のヤギと同じ名前を持つダニエル・マーフィーであった。しかしながら、この呪いも翌2016年に71年ぶりのリーグ優勝を果たしただけでなく、更にはクリーブランド・インディアンスとの2016年のワールドシリーズにおいても、敵地プログレッシブ・フィールドでの優勝決定ではあるが、108年ぶりのワールドシリーズ制覇をも成し遂げた事で、名実ともにヤギの呪いは解かれた。

## 野球以外での使用

### アメリカンフットボール
NFLシカゴ・ベアーズは、現本拠地ソルジャー・フィールドへ移転するまで、1921年から1970年までリグレー・フィールドを本拠地にしていた。チームは1921年、イリノイ州内のディケーターからシカゴへ移転してきた。その年はチーム名をディケーター時代と同じステイリーズ（Staleys ）としたが、翌年には大リーグのカブス（Cubs ＝小熊）に合わせてベアーズ（Bears ＝熊）に変更した。当時のNFLでは、大リーグのチーム名に合わせたネーミングは一般的なものだった。
2005年までは、リグレー・フィールドは「NFL公式戦開催数が史上最多のスタジアム」だった。現在、この記録はジャイアンツ・スタジアム（ニュージャージー州イーストラザフォード）に抜かれている。NFLチームの本拠地になって31年（2006年シーズン終了時）のジャイアンツ・スタジアムが同50年のリグレー・フィールドを抜くことができたのは、ジャイアンツ・スタジアムが2チーム（ニューヨーク・ジャイアンツとニューヨーク・ジェッツ）の兼用だからである。2006年シーズン終了時点でランボー・フィールド（ウィスコンシン州グリーンベイ）もリグレー・フィールドの記録に肩を並べており、予定通りにいけば2007年シーズンにリグレー・フィールドの記録を抜く。
ベアーズ（ステイリーズ）は移転当初、観客席をアメフト観戦に適した位置に動かさないまま（野球場のまま）プレイしていた。その後、野球における右翼から中堅にかけての位置に、大きな可動式の客席を導入した。この“イースト・スタンド”を導入したことで、フットボール開催時のリグレー・フィールドの収容人数は46,000人まで上昇した。ベアーズは1971年の移転後も、ソルジャー・フィールドに“ノース・スタンド”という似たような可動式スタンドを、固定式スタンド導入までの数年間設置した。
アメフトのフィールドは、南北（野球では一塁側ファウルゾーンと左翼）に両エンドゾーンを置く形になった。1937年の外野席改修で左翼スタンドが増設されたことで、アメフトのフィールドに使う十分なスペースを確保するのが非常に難しくなった。実際に南のエンドゾーンは、一塁側ダグアウトがあることで角が欠けた形になっているため、ダグアウトに安全確保のためにパッドを取り付けたり、特別なグラウンドルールを定めるなどの対応が必要だった。北のエンドゾーンも、左翼フェンスがあるために数インチ短くなっていた。
ベアーズの歴史に名を残すフルバックのブロンコ・ナグルスキーはかつて、頭を下げた状態でライン際を駆け抜け、革製のヘルメットを装着した頭をレンガで覆われた左翼フェンスにぶつけたことがある。ナグルスキーはベンチに帰ると、ヘッドコーチのジョージ・ハラスに「あの最後のヤローが俺に一発ぶちかましやがった」と話した。この事故があって以来、ベアーズはフェンスにパッドを取り付けるようになった。
ベアーズのNFL優勝9回（うちスーパーボウル制覇1回）は、グリーンベイ・パッカーズに次ぐ史上2位である。リグレー・フィールドを本拠地にして半世紀が経過し、NFLは各チームの本拠地スタジアムの収容人数を50,000人以上とし、テレビ視聴率獲得の為ナイトゲームの開催を可能にするよう求めていたため、ベアーズはスタジアムの移転を迫られた。
1970年シーズン、ベアーズは本拠地での開幕戦をノースウェスタン大学構内のダイク・スタジアム（現ライアン・フィールド）で行った。これは実験的なもので、その年の残り試合はリグレー・フィールドで行っていたが、翌年、ベアーズはソルジャー・フィールドへ移転し、リグレー・フィールドでの歴史に幕を閉じた。
2010年11月20日、全米大学体育協会（NCAA）のカレッジフットボール・ノースウェスタン大学対イリノイ大学の試合が行われた。フィールドの形状の関係から、片側1か所でのみの攻撃で交互に戦う異例の処置が取られた。試合は48-27でイリノイ大学が勝利した。

### アイスホッケー
2009年1月1日にNHLの公式戦（ウィンター・クラシック）シカゴ・ブラックホークス－デトロイト・レッドウィングス戦がグラウンド上に設置された特設リンクで開催された。NHLの公式戦が野球場で行われたのはこの試合が初めて。

### コンサート
かつてリグレー・フィールドではコンサートは開催されなかったが、2005年にジミー・バフェットが初めてコンサートを行った。

## 主要な出来事

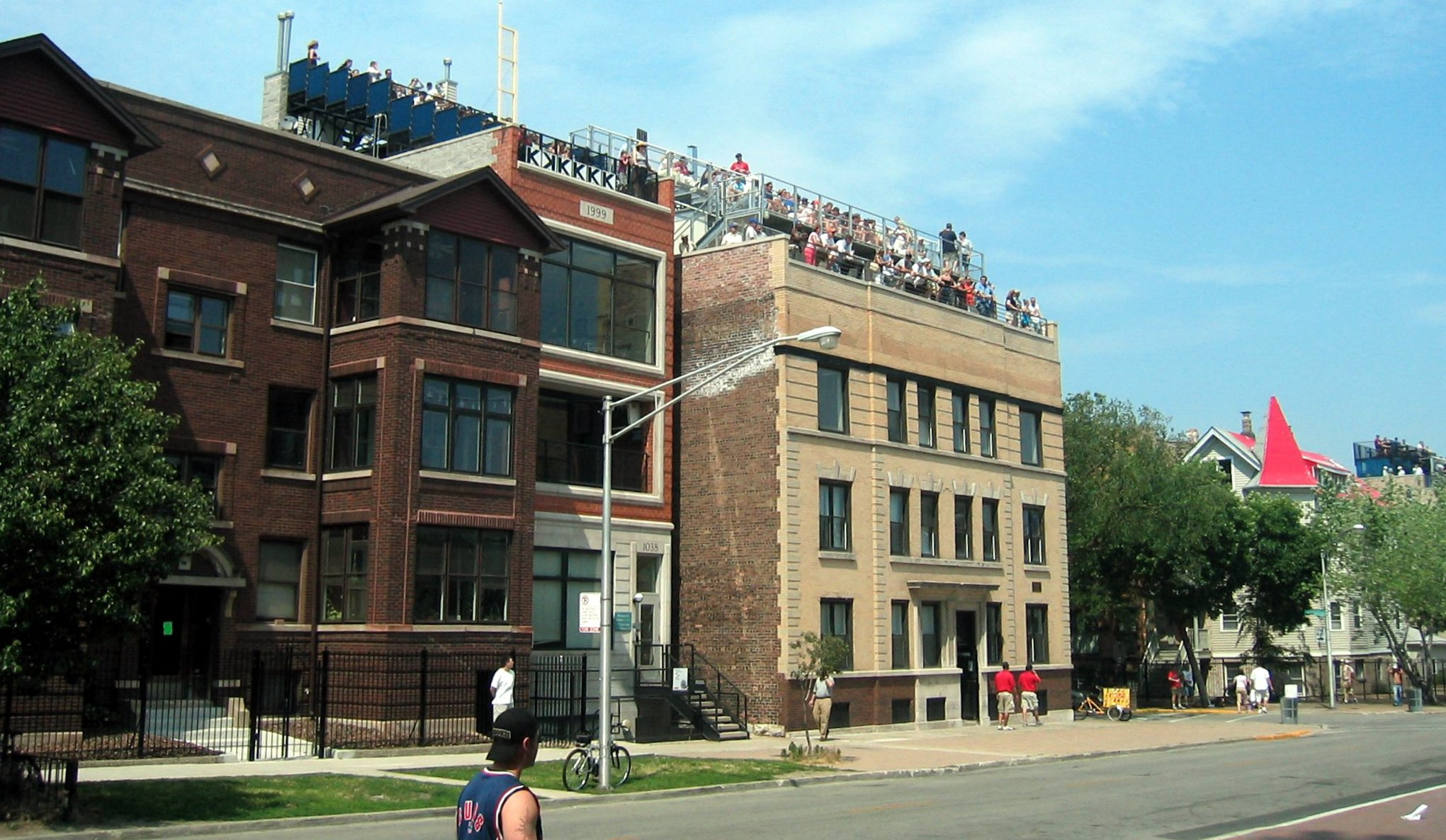
球場に隣接する住宅の屋上にも座席が配置されている

- 1914年4月23日：ホエールズ－パッカーズで開場（ホエールズ 9－1 パッカーズ）。
- 1916年4月20日：カブスの新本拠地初試合（カブス 7－6 レッズ）。
- 1917年5月2日：カブスのヒッポ・ボーンとレッズのフレッド・トニーがともに9回を無安打無得点に抑えた。試合は延長10回にレッズが勝ち越し、そのまま勝利。トニーは10回も無安打に抑えノーヒットノーランを達成した（レッズ 1－0 カブス）。
- 1922年8月25日：カブスが26－23でフィリーズを破った。両軍合わせて49得点はMLB史上最多である。
- 1932年10月1日：ワールドシリーズ第3戦で、ベーブ・ルースが「予告ホームラン」を放った。
- 1938年9月28日：カブスのギャビー・ハートネットが、日没再試合直前に劇的なサヨナラホームランを放った（「黄昏のホームラン」）。
- 1947年7月8日：オールスターゲーム開催（ア 2－1 ナ）。
- 1958年5月13日：カージナルスのスタン・ミュージアルが通算3000安打を達成。
- 1960年5月4日：カブスの開幕からの不振に悩むチャーリー・グリム監督が、球団専属アナウンサーのルー・ブードローと一日限りの職務交代をする。ブードロー一日監督のもとカブスはパイレーツを5－1で下す。
- 1962年7月30日：オールスターゲーム（第2戦）開催（ア 9－4 ナ）。
- 1970年5月12日：“ミスター・カブ”アーニー・バンクスが通算500本塁打を達成。
- 1988年8月8日：フィリーズ戦で初のナイター開催も、4回表終了雨天ノーゲームに。翌8月9日、メッツ戦で改めて「公式初の」ナイターが行われた（カブス 6－4 メッツ）。
- 1990年7月10日：オールスターゲーム開催（ア 2－0 ナ）。ナ・リーグは2安打しかできなかった。これはオールスター史上最少記録である。
- 1998年5月6日：ケリー・ウッドがアストロズ戦で史上最多タイの1試合20奪三振を記録（カブス 2－0 アストロズ）。
- 2005年7月26日：グレッグ・マダックスが通算3000奪三振を達成。
- 2007年8月5日：メッツのトム・グラビンが通算300勝を達成。
- ワールドシリーズ開催：1929年、1932年、1935年、1938年、1945年、2016年